# Новый Кодру
Новый Кодру (рум. Codrul Nou) — село в Теленештском районе Молдавии. Относится к сёлам, не образующим коммуну.

## География
Село расположено на высоте 43 метров над уровнем моря.

## Население
По данным переписи населения 2004 года, в селе Кодрул Ноу проживает 698 человек (354 мужчины, 344 женщины).
Этнический состав села:
| Национальность | Число жителей | Процентный состав |
| -------------- | ------------- | ----------------- |
| молдаване      | 665           | 95,27             |
| украинцы       | 14            | 2,01              |
| румыны         | 12            | 1,72              |
| русские        | 5             | 0,72              |
| прочие         | 2             | 0,29              |
| Всего          | 698           | 100 %             |